# Manjiang (sockenhuvudort i Kina, Jiangxi Sheng, lat 28,82, long 114,41)
Manjiang är en sockenhuvudort i Kina. Den ligger i provinsen Jiangxi, i den sydöstra delen av landet, omkring 140 kilometer väster om provinshuvudstaden Nanchang. Antalet invånare är 8 084. Befolkningen består av 4 151 kvinnor och 3 933 män. Barn under 15 år utgör 22,0 %, vuxna 15-64 år 68 %, och äldre över 65 år 9,0 %.
Runt Manjiang är det ganska tätbefolkat, med 75 invånare per kvadratkilometer. Närmaste större samhälle är Shankou, 5,8 km öster om Manjiang. I omgivningarna runt Manjiang växer i huvudsak blandskog.
Genomsnittlig årsnederbörd är 2 289 millimeter. Den regnigaste månaden är maj, med i genomsnitt 385 mm nederbörd, och den torraste är oktober, med 57 mm nederbörd.